# Dolichocolon vicinum
Dolichocolon vicinum är en tvåvingeart som beskrevs av Louis-Paul Mesnil 1968. Dolichocolon vicinum ingår i släktet Dolichocolon och familjen parasitflugor. Inga underarter finns listade i Catalogue of Life.